# Josefa Gómez Moya
Josefa Gómez Moya (València, 1948) és una treballadora social valenciana experta en el camp de les adiccions amb sustancies durant mes de cuaranta anys.
Va nàixer en una família nombrosa de classe mitja. Tot i haver rebut una educació en un col·legi de monges, els seus progenitors tenien un pensament obert i liberal per a l'època. La qual cosa va afavorir en la decisió pròpia de no continuar rebent educació en un col·legi religiós. Als 16 anys, aproximadament, decideix estudiar ''Assistenta Social'', que a dia de hui es coneix com Treball Social en l'Escola Oficial d'Assistentes Socials de València, graduant-se en 1968 en l'Escola Oficial de Madrid. Anys més tard, quan estava treballant en el Departament de Treball Social i Serveis Socials de la Universitat de València, decideix continuar formant-se i es gradua en Ciències Polítiques i Sociologia en la Universitat Pontificia de Salamanca (1996). Després es matricula en el Programa de Doctorat en Ciències Socials de la Universitat de València i en 2003 presenta la seua tesi doctoral titulada: ''El alcoholismo femenino: una perspectiva sociológica''.
Va desenvolupar la major part de la seua trajectòria a la seua especialitat l'alcoholisme compaginant-lo amb l'àmbit acadèmic com a professora. A l'actualitat, està jubilada i, tot i que ja no es dedica plenament a la docència i a la investigació, es troba molt activa en el mon associatiu. Participa en la junta directiva tant de l'Associació d'Amics de la Nau Gran com en l'Associació de Professors Jubilats de la Universitat de València. Pel que fa a l'esport, ha aconseguit varies medalles en campionats nacionals de natació. Esport que encara practica.
Els seus inicis en el Hospital Psiquiàtric Provincial van ser als 20 anys i va començar a treballar amb el Dr. Emilio Bogani Miquel. En la dècada dels 60 treballava en l'àmbit de la salut, sobre tot en la salut mental, estava implementant-se un enfocament mes social, que abans no s'havia contemplat, i all requeria la incorporació d'altres professionals que estiguessin mes afins a les Ciències Socials, com per exemple, Treball social.